# ويلهلم أدولف شميت
ويلهلم أدولف شميت (بالألمانية: Wilhelm Adolf Schmidt )‏ (و. 1812 – 1887 م) هو سياسي، ومؤرخ، وأستاذ جامعي ألماني، ولد في برلين، وكان عضوًا في الأكاديمية البافارية للعلوم والعلوم الإنسانية، والأكاديمية الهنغارية للعلوم، توفي في ينا، عن عمر يناهز 75 عاماً.

## مناصب
تولى منصب عضو مجلس النواب الألماني للإمبراطورية الألمانية
- عضو برلمان فرانكفورت.